# Csapodya
Csapodya là một chi thực vật có hoa trong họ Thiến thảo (Rubiaceae).

## Loài
Chi Csapodya gồm các loài: